# (82157) 2001 FM185
2001 أف أم 185 (ويعرف أيضًا باسم (82157) 2001 أف أم 185 وفق تسمية الكوكب الصغير) (بالإنجليزية: 2001 FM185)‏ هو كويكب ضمن حزام الكويكبات؛ وترتيبه 82157 من حيث الاكتشاف.
اكتُشف هذا الجُرم الفلكي بواسطة مارك ويليام بوي في 26 مارس 2001.

## وصلات خارجية
- (82157) 2001 FM185 في قاعدة بيانات مختبر الدفع النفاث لأجرام النظام الشمسي الصغيرة

- الاكتشاف · مخطط المدار ·  العناصر المدارية · المعلمات المادية

- (82157) 2001 FM185 على موقع ويكي سكاي: DSS2, SDSS, GALEX, IRAS, Hydrogen α, X-Ray, Astrophoto, Sky Map, Articles and images